# Notophycis fitchi
Notophycis fitchi är en fiskart som beskrevs av Sazonov 2001. Notophycis fitchi ingår i släktet Notophycis och familjen Moridae. Inga underarter finns listade i Catalogue of Life.